# Sandkronmal
Sandkronmal (Bucculatrix ratisbonensis) är en fjärilsart som beskrevs av Henry Tibbats Stainton 1861. Sandkronmal ingår i släktet Bucculatrix, och familjen kronmalar. Enligt den finländska rödlistan är arten starkt hotad i Finland. Enligt den svenska rödlistan är arten nära hotad i Sverige. Arten förekommer i Götaland och Svealand. Artens livsmiljö är sandstränder vid Östersjön.

## Bildgalleri

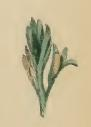
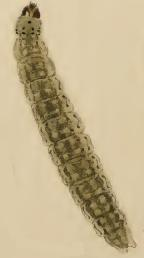